# Uehling
Uehling är en ort (village) i Dodge County i Nebraska. Orten har fått namn efter bosättaren Theodore Uehling. Vid 2010 års folkräkning hade Uehling 230 invånare.